# Керик
Керик (др.-греч. Κήρυξ — «глашатай», «крикун») — персонаж древнегреческой мифологии. Сын Евмолпа из Элевсина, родоначальник аттического рода Кериков. Впрочем, род Кериков называл его сыном Аглавры II и Гермеса. Или сын Гермеса и Пандросы. Впервые упомянут у Гесиода.